# ألونسو دي ليون
ألونسو دي ليون (بالإسبانية: Alonso de León) هو مستكشف إسباني ومكسيكي، ولد في 1639 في Cadereyta Jiménez ‏ في المكسيك، وتوفي في 1691 في كواويلا في المكسيك.